# Álvaro Holguín y Caro
Álvaro Holguín y Caro (Bogotá, 1er août 1889-París, 30 décembre 1973) fue un político, diplomático, escritor, historiador, periodista y empresario colombiano, militante del Partido Conservador Colombiano.
Fue el biógrafo del político Carlos Holguín Mallarino, de quien era hijo.

## Biografía
Álvaro nació en 1889, algunos años antes del gobierno de su tío materno Miguel Antonio Caro, en el seno de una familia acomodada y tradicional de la capital colombiana.
En 1925 se encargó de la dirección del prestigioso periódico propiedad su familia -y fundado por su padre Carlos- "La Prensa" que había suspendido sus actividades. Holguín relanzó la publicación de corte conservador, el 31 de diciembre de ese año.
En 1929 se le ofreció ocupar la Alcaldía de Bogotá, por parte del gobierno conservador de Miguel Abadía Méndez, pero Holguín se vio obligado a declinar por intereses políticos de otros interesados.
Holguín fue enviado a Bélgica, donde permaneció varios años a cargo de los asuntos económicos de Colombia con el país flamenco. Regresó a Colombia el 28 de julio de 1936.
Álvaro falleció en París, en 1973, a los 85 años. En su certificado de difunción, es escrito que era attaché a la embajada de Colombia en París.

## Vida privada

### Familia
Álvaro pertenecía a dos importantes familias colombianas. Por un lado su padre era miembro de la familia Holguín, y por el otro, su madre a la familia Caro. De hecho, un texto contemporáneo a Álvaro indica lo siguiente:

"Hijo y nieto de presidentes conservadores, hace más de medio siglo que el nombre de su familia figura ligado a los más salientes hechos de la vida colombiana.

Su padre fue un gobernante progresista; su abuelo, un mandatario filósofo. Él no quiso ser ministro de Estado, ni gobernador de Bogotá y yo sólo le conocí, cuando llegué, como presidente del Jockey Club, el centro aristocrático por excelencia en Bogotá"

En efecto, el padre Álvaro era Carlos Holguín Mallarino, presidente de Colombia entre 1888 y 1892, conocido por haber dado a la realeza española un generoso regalo con piezas precolombinas de la cultura quimbaya, siendo amigo personal de la reina. Era hermano del político Jorge Holguín, quien fue presidente dos veces: la primera en 1909, y la segunda entre 1921 y 1922.
Los hermanos Holguín eran sobrinos del político Manuel María Mallarino, que ocupó la presidencia entre 1855 y 1857.
Por su parte, la madre de Álvaro era Margarita Caro Tobar, hermana el político Miguel Antonio Caro -que fue presidente inmediatamente después de su cuñado Carlos Holguín, entre 1892 y 1898-, e hija del confundador del Partido Conservador, el escritor José Eusebio Caro. Al partido pertenecían todos los políticos antes mencionados.

### Aspecto
De acuerdo a un testimonio escrito de la época, Álvaro era un hombre alto, de pelo rojizo y piel trigueña, con labios finos y nariz encorbada, por lo que se le llamaba El Quijote Rubio.

## Obras
- Al servicio de la República: Vida de Carlos Holguín, presidente de Colombia.
- La Federación (1853-1858)